# Ruslan Rjaboschapka

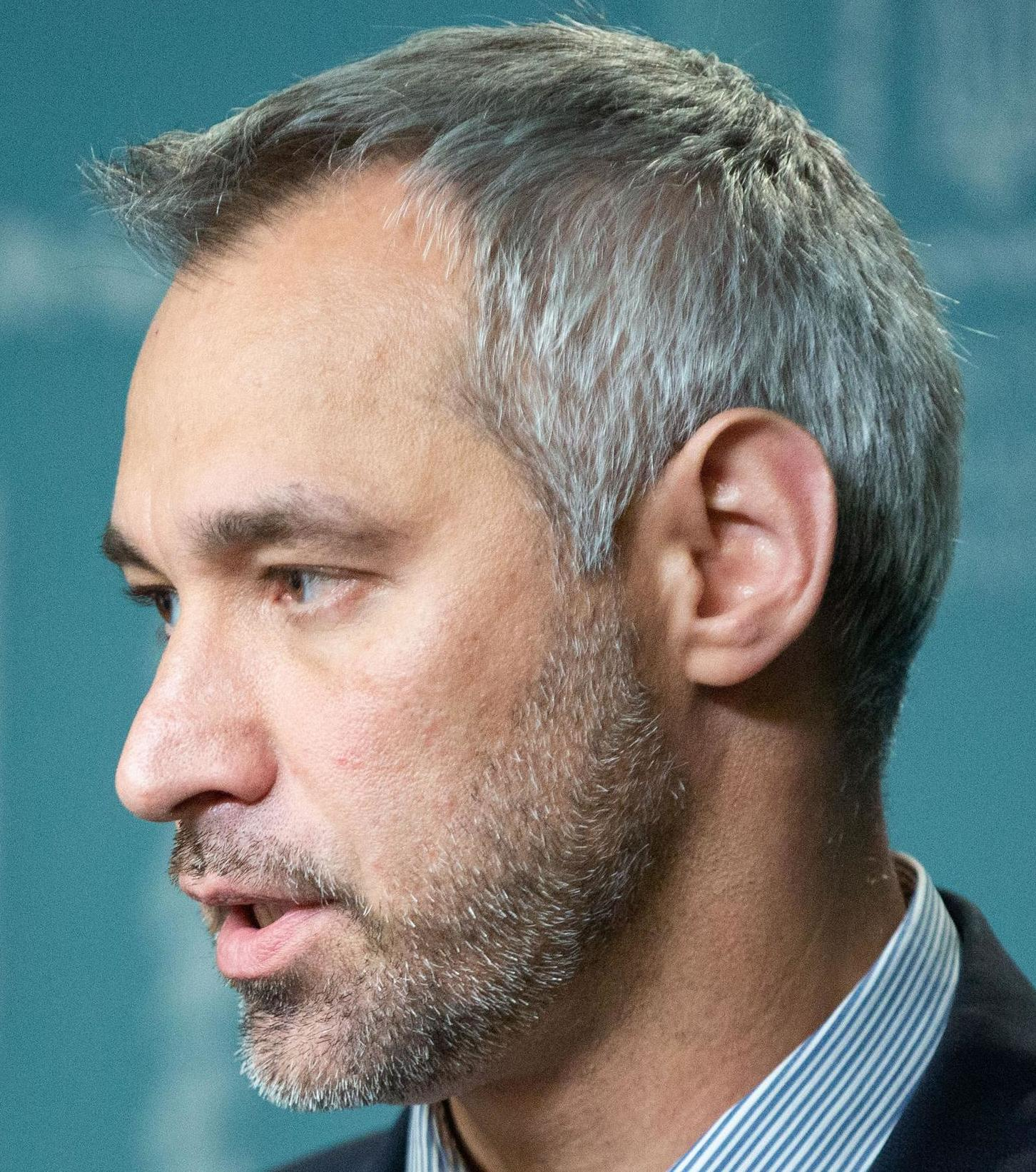
Ruslan Rjaboschapka Juni 2019

Ruslan Heorhijowytsch Rjaboschapka (ukrainisch Руслан Георгійович Рябошапка; * 14. November 1976 in Selenohirske, Ukrainische SSR) ist ein ukrainischer Jurist. Er war vom 29. August 2019 bis zum 5. März 2020 Generalstaatsanwalt der Ukraine.

## Leben
Ruslan Rjaboschapka kam in der Siedlung städtischen Typs Selenohirske im Norden der ukrainischen Oblast Odessa zur Welt.
An der Internationalen Solomon Universität (Міжнародний Соломонів університет Mischnarodnyj Solomoniw uniwersytet) im Kiewer Rajon Schewtschenko absolvierte er 1998 ein Studium zum Fachjuristen. Die drei darauffolgenden Jahre war er als Chefberater der Leiter der Rechtsabteilung für Justiz, Strafverfolgung und Verteidigung; Stellvertretender Direktor des Ministeriums für Justiz, Strafrecht, Prozessrecht und administrative Zuständigkeit des Justizministeriums; Stellvertretender Leiter der Abteilung des Außenministeriums der Ukraine für die Vollstreckung von Urteilen tätig.
Von 2001 bis 2002 war er als Stellvertretender Direktor des Ministeriums für Justiz, Strafrecht, Prozessrecht und administrative Zuständigkeit des Justizministeriums der Ukraine beschäftigt und im folgenden Jahr war er Direktor des Zentrums für Rechtsreform und Gesetzesentwurf im Justizministerium der Ukraine.
Ab Dezember 2003 war er Leiter des Ministeriums für Justiz, Strafverfolgung und Korruptionsbekämpfung des Justizministeriums der Ukraine. Außerdem leitete er bei den Plenarsitzungen der GRECO des Europarates die ukrainische Delegation.
Vom 21. Juni 2010 an war er Direktor des neu geschaffenen Büros für Korruptionsbekämpfung des Ministerkabinetts des Sekretariats der Ukraine tätig.
Nachdem das Ministerkabinett der Ukraine die Position des Regierungsvertreters und des Büros für Korruptionsbekämpfung im Februar 2011 gestrichen hatte, wurde er im selben Monat Stellvertretender Direktor der Rechtsabteilung des Sekretariats des Ministerkabinetts der Ukraine.
Zwischen Oktober 2013 und März 2014 leitete er bei einer NGO die Abteilung für Korruptionsbekämpfung. Er wurde in dieser Zeit einer der führenden Autoren und Urheber von gesetzlichen Normen zur Prävention und der Prävention von Bestechung im System der Exekutivbehörden.
Nach den Euromaidan-Protesten wurde er am 19. März 2014 Stellvertretender Justizminister der Ukraine und im März 2016 wurde er  Mitglied der Nationalen Agentur für Korruptionsprävention, wo er sich bis zum 9. Juni 2017 mit der Korruptionsbekämpfung und der Vermeidung von Interessenkonflikten beschäftigte.
Bei der Präsidentschaftswahl in der Ukraine 2019 war er als Berater für Strafverfolgungs- und Korruptionsbekämpfungspolitik des ukrainischen Präsidentschaftskandidaten Wolodymyr Selenskyj tätig. Nachdem Selenskyj die Wahl für sich entscheiden konnte, ernannte er Rjaboschapka am 21. Mai 2019 zum stellvertretender Leiter der Präsidialverwaltung.
Am 25. Juni 2019 wurde er Vorsitzender des Nationalen Rates für Korruptionsbekämpfung.

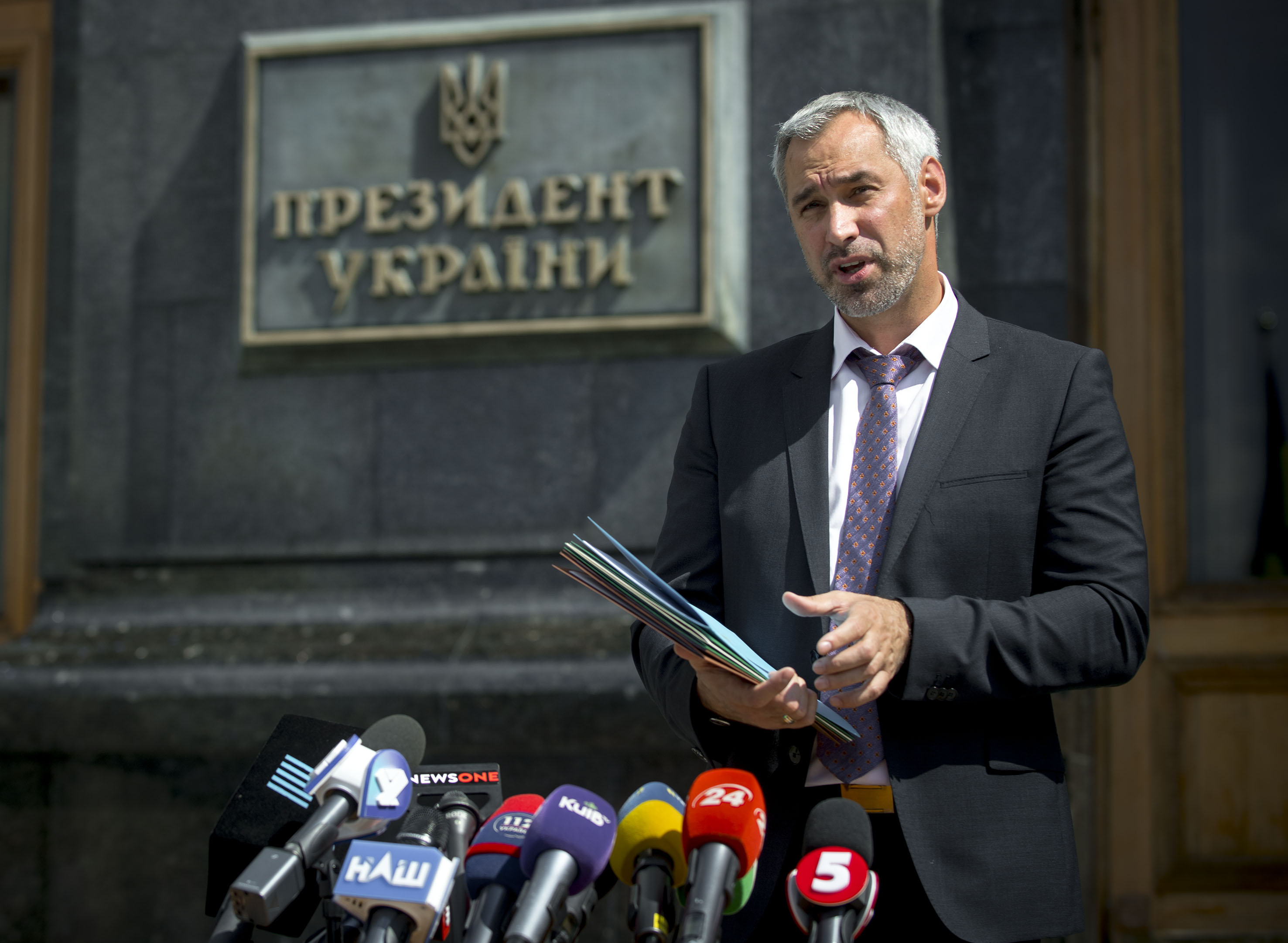
Ruslan Rjaboschapka 2019

Bei der ersten Sitzung der neu gewählten Werchowna Rada am 29. August 2019 unterstützte diese mit 312 Abgeordnetenstimmen die Ernennung von Rjaboschapka zum Generalstaatsanwalt der Ukraine. Der Präsident der Ukraine entließ einen Tag später Jurij Luzenko als amtierenden Generalstaatsanwalt und ernannte Ruslan Rjaboschapka per Dekret zum Generalstaatsanwalt der Ukraine. Nach einem Präsidentenerlass vom 6. September 2019 wurde er zudem Mitglied des Nationalen Sicherheits- und Verteidigungsrats der Ukraine.
Am 6. März 2020 setzte ihn die Werchowna Rada ab, da er gegen die Interessen des Staates gehandelt haben soll.

## Familie
Rjaboschapka ist mit Olessja Bartowschtschuk (Олеся Андріївна Бартовщук)  verheiratet und Vater dreier Söhne. Diese besitzen die französische Staatsbürgerschaft, da ihre Mutter am Europäischen Gerichtshof für Menschenrechte in Straßburg tätig ist.

## Ehrungen
Rjaboschapka erhielt 2010 den Ehrentitel Verdienter Anwalt der Ukraine. Des Weiteren wurde ihm ein Ehrendiplom des Ministerkabinetts der Ukraine verliehen.